# Potențial de reducere
Potențialul de reducere (de asemenea întâlnit și sub denumirile de potențial redox sau potențial de oxido-reducere) reprezintă o măsură a tendinței unei specii chimice de a accepta electroni, devenind astfel o specie redusă. Potențialul de reducere se măsoară în volți (V) sau milivolți (mV). Orice specie chimică are propriul său potențial de reducere intrinsec, iar cu cât acesta este mai mare (și, bineînțeles, pozitiv), cu atât afinitatea pentru electroni a speciei respective este mai mare (adică crește tendința de reducere). Este folositor pentru determinarea calității apei.